# Minettia ryukyuensis
Minettia ryukyuensis är en tvåvingeart som beskrevs av Mitsuhiro Sasakawa 2002. Minettia ryukyuensis ingår i släktet Minettia och familjen lövflugor. Inga underarter finns listade i Catalogue of Life.